# Glock 22
Glock 22 (G22) je ruční samonabíjecí pistole ráže .40 S&W vyráběná zbrojovkou Glock od roku 1990. Jedná se o pistoli standardní velikosti.

## Glock 22 (základní verze)
- Maximální počet nábojů v standardním zásobníku – 15
- Maximální počet nábojů ve volitelném zásobníku – 16/22
- Délka hlavně – 114 mm
- Délka celé pistole – 204 mm
- Šířka zbraně – 32 mm
- Váha bez zásobníku – 725 g
- Váha s plným standardním zásobníkem – 975 g

## Varianty

### Glock 22 Gen4
- Maximální počet nábojů v standardním zásobníku – 15
- Maximální počet nábojů ve volitelůném zásobníku – 16/22
- Délka hlavně – 114 mm
- Délka celé pistole – 202 mm
- Šířka zbraně – 32 mm
- Váha bez zásobníku – 725 g
- Váha s plným standardním zásobníkem – 975 g

### Glock 22 Gen5
- Maximální počet nábojů v standardním zásobníku – 15
- Maximální počet nábojů ve volitelůném zásobníku – 16/22
- Délka hlavně – 114 mm
- Délka celé pistole – 202 mm
- Šířka zbraně – 34 mm
- Váha bez zásobníku – 806 g
- Váha s plným standardním zásobníkem – 1058 g

### Glock 22 Gen5 MOS
- Maximální počet nábojů v standardním zásobníku – 15
- Maximální počet nábojů ve volitelůném zásobníku – 16/22
- Délka hlavně – 114 mm
- Délka celé pistole – 202 mm
- Šířka zbraně – 34 mm
- Váha bez zásobníku – 806 g
- Váha s prázdným standardním zásobníkem
- Váha s plným standardním zásobníkem – 1058 g
- Možnost přidání hledáčku (zaměřování)

### Glock 22P
- Maximální počet nábojů v standardním zásobníku – 15
- Délka hlavně – 114 mm
- Délka celé pistole – 204 mm
- Šířka zbraně – 32 mm
- Váha bez zásobníku – 650 g
- Váha s prázdným zásobníkem – 730 g
- Váha s plným standardním zásobníkem – 980 g
- Na této zbrani se učí manipulovat s pistolemi žadatelé o zbrojní průkaz (učí se na ní přebíjet, správné držení zbraně, atd.)
- Nejde z ní střílet

### Glock 22 Cut
- Maximální počet nábojů v standardním zásobníku – 0
- Délka hlavně – 114 mm
- Délka celé pistole – 204 mm
- Šířka zbraně – 32 mm
- Váha bez zásobníku – 540 g
- Váha s prázdným standardním zásobníkem – 615 g
- Je určená pro zobrazení mechanizmů pistole Glock 22